# 名塩良一郎
名塩良一郎（なしお りょういちろう、1932年12月7日 - 2021年11月12日）は、株式会社ナシオの三代目で同社代表取締役会長。

## 略歴
- 1932年 北海道北見市生まれ
- 1948年 北海中学校卒業
- 1951年 北海高等学校卒業
- 1955年 北海学園大学経済学部卒業。同年森永商事入社
- 1959年 株式会社名塩商店の社長だった祖父が急病で倒れ、取締役常務
- 1967年 父から社長を譲られ同社代表取締役社長
- 1994年 全国流通菓子卸協会理事長
- 1998年 株式会社ナシオ代表取締役会長
- 1999年1月 在札幌スペイン国名誉領事（～2009年5月）
- 2000年 北海学園大学豊平会（同窓会）副会長・学校法人北海学園評議員
- 2013年 株式会社ナシオ相談役[2]
- 2021年11月 腎不全により88歳で死去[2]

## 受賞歴
スペイン文民功労勲章オフィシャル十字型勲章（2009年）

## エピソード[3]
- 他の菓子卸売業者を買収しナシオを菓子卸売業で北海道を代表する会社に仕立て上げた。
- 学校法人青山学院理事長・半田正夫とは、中学校時代の同級生であるという。また、学校法人北海学園理事長・森本正夫と元北海道議会議員・高木繁光は大学同期の卒業生であるという。
- 東京の森永商事での修行時代が「本州での人脈作りや早くから東京進出や関西進出する動機に繋がった」と懐述している。